# عشق کوفی
عشق کوفی یک مجموعه تلویزیونی ایرانی است که به کارگردانی حسن آخوندپور و نویسندگی مشترک فائزه یارمحمدی و یزدان محمدکاظمی است که از ۲۹ تیر تا ۱۷ شهریور ۱۴۰۲ از شبکه سه سیما پخش شده‌ است. این سریال روایت‌گر یک عشق در سال ۶۱ هجری قمری است که اتفاقات کوفه و کربلا، آن را دستخوش تغییراتی می‌کند.

## خلاصه داستان
وقایع این سریال در سال ۶۱ هجری قمری اتفاق می‌افتد و در آن شاهد روایتی از عشق پسری کماندار به نام هلال از خاندان علوی و دختری نازپرورده به نام نائله از خاندان عثمانی هستیم که درگیر مسائل سیاسی و مذهبی دوران خود می‌شوند. داستان در زمان ورود مسلم بن عقیل به کوفه و حوادث کربلا رخ می‌دهد.
داستان با افتتاحیه‌ای متفاوت به دور از آفت طولانی شدن درست در نقطه اوج ماجرا آغاز می گردد. راهزنان جان همه کاروانیان را می‌گیرند و هلال بعنوان کماندار کاروان تنها جان نائله را قادر است نجات دهد. در انتهای این ماجرا، مخاطب از این قضیه آگاه می گردد که قرار بوده این دختر به ازدواج یزید درآید؛ در این زمان است که داستان عاشقانه نائله از خاندان عثمانی و هلال از خاندان علوی آغاز می گردد و مخاطب به صورت موازی شاهد روایت دعوت کوفیان از ائمه سوم شیعیان، حسین بن علی و ورود مسلم به کوفه خواهد بود.

## بازیگران و شخصیت‌ها
| بازیگر            | نقش           |
| ----------------- | ------------- |
| لعیا زنگنه        | سامیه         |
| نادر سلیمانی      | اوحد          |
| سعید شریف         | هلال          |
| شبنم قربانی       | نائله         |
| حسین سلیمانی      | نعیم          |
| سوگل طهماسبی      | تلما          |
| نادر فلاح         | فاضل          |
| مهسا مهجور        | احیا          |
| مریم کاویانی      | ایناس         |
| محمد اشکان‌فر      | عمرو بن حریث  |
| جمال‌الدین بیات    | باسط          |
| مژگان اخلاقی      | شمین          |
| ساقی زینتی        | والیه         |
| احمد مسافری       | میثم تمار     |
| احسان محسنی‌کیاسری | ماجد          |
| سیدجواد هاشمی     | حبیب بن مظاهر |
| عمار تفتی         | صالح          |
| ثریا قاسمی        | ام‌سلمه        |

### معرفی شخصیت‌های اصلی

#### هلال بن حنیف؛سعید شریف
هلال شخصیت اصلی قصه است. کمانداری است در شهر کوفه که وظیفه اصلی‌اش حراست از کاروان هایی تجاری است که از کوفه به سمت شهرهای مختلف می‌روند. در طول قصه مشخص می‌شود که او در راستای کاری که انتخاب کرده از عرف مرسوم خانوادگی‌اش فاصله گرفته است. چرا که شهر کوفه در آن زمان دچار چند دستگی سیاسی، مذهبی است و به دو دسته اصلی عثمانی‌ها و شیعیان تقسیم شده است. هلال با وجود پیروی از مکتب تشیع، برای عثمانی‌ها، پدر نائله (اوحد) کار می‌کند اگرچه در آن دوران کار، مراوده و ازدواج بین این دو دسته مرسوم بوده اما افرادی که قیودات محکم‌تری داشتند از حساسیت بیشتری برخوردار بودند. مسیر قصه پای هلال را بر سر دوراهی هایی می‌کشاند که او را مجبور به انتخاب می‌کند. طبیعتا همین انتخاب‌ها هستند که سیر تحول شخصیت را پیش می‌آورند.

#### نائله بنت اوحد؛شبنم قربانی
نائله شخصیت محوری قصه است که طی یک اتفاق ناگهانی نظم زندگی‌اش بهم می‌ریزد. او احساس می‌کند نزدیک‌ترین افراد زندگی‌اش را نمی‌شناسد و همین عدم امنیت از او موجود دیگری می‌سازد. او دختری نازپرورده است که مجبور می‌شود افسار زندگی‌اش را به‌دست بگیرد و خوشبختی را خود برای خودش رقم بزند. آرامش مثل سایه از این دختر فرار می‌کند اما نمی‌توان امید را از او گرفت.

#### سامیه؛لعیا زنگنه
سامیه مادر هلال است. او شخصیتی دلیر و شجاع دارد و جزو زنان مسلمانی است که در جنگ صفین شمشیر به‌دست گرفته و جنگیده‌اند. بنابراین علی‌رغم تمام مادرانگی‌ها و ظرافت‌ها دارای روحیه‌ای جنگ‌جو است. خط قرمزهایی دارد که به سادگی از آن‌ها دست نمی‌کشد. او در این قصه تمام تلاش خودش را می‌کند تا فرزندانش طبق اصول او پیش بروند و به هیچ‌کس اجازه ورود به حریم خانوادگی‌اش را نداده و مقابل ظلم سر خم نمی‌کند.

#### اوحد؛نادر سلیمانی
اوحد پدر نائله کارکتری است مقتدر، محکم و خانواده دوست که به هر قیمتی از قلمروی خود محافظت می‌کند. شخصیت جدی و سیاستمدار که هر چقدر قصه بیشتر پیش می‌رود ابعاد شخصیتی او آشکارتر می‌شود. چالش‌های اوحد با دو فرزندش و چگونگی پیدا کردن راه ‌حل برای آن مشکلات جزو جذابیت‌های این نقش است.

#### نعیم بن اوحد؛حسین سلیمانی
نعیم کارکتری است که علی‌رغم تلاش‌هایش برای مقتدر بودن، همواره دارای تزلزل است. لذا سعی می‌کند به هر آنچه می‌تواند چنگ بی‌اندازد تا اقتدار نداشته را به‌دست آورد. سایه‌ی اوحد، پدرش، به‌قدری سنگین است که جایی برای عرض اندام نعیم باقی نمی‌گذارد. مدام سعی می‌کند خودش را به پدر ثابت کند اما هم‌چنان جدی گرفته نمی‌شود. همین امر در طول قصه باعث استحاله شخصیت خواهد شد.

#### تلما؛سوگل طهماسبی
شخصیت نعیم نیازمند پناه محکمی است تا جایگاه خودش را تثبیت کند و چه کسی بهتر از همسرش؟ سیاست و اقتدار دو رکن اصلی شخصیت تلماست که باعث بروز و ایستایی نقش نعیم می‌شود. وجود دو پادشاه در یک اقلیم، یعنی تلما و اوحد قصه را دچار تنش و چالش‌هایی می‌کند.

#### ایناس؛مریم کاویانی
ایناس مادری است که گذشته‌ای هموراه تلخ بر زندگی‌اش سایه انداخته و باعث ایجاد احساس ضعف در وجود او می‌شود. همین امر دل‌سوزی او را برای زندگی دخترش (نائله) پررنگ می‌کند. ماجرایی که در پس ازدواج ایناس و اوحد نهفته است دلیل بدرفتاری‌های نعیم، پسر اوحد با ایناس است که به‌تدریج در طول سریال برملا خواهد شد.

#### فاضل؛نادر فلاح
فاضل جزو شیعیان شهر کوفه است که عقایدی محکم دارد. او گاهی به خودش اجازه می‌دهد که وارد حریم دیگران شود. اگر احساس کند کاری درست است حتما درباره آن تذکر می‌دهد و به آن ورود پیدا می‌کند. او از همین مسیر، یعنی اطمینان به خود و روشی که پیش گرفته است مورد آزمایش الهی قرار می‌گیرد.

#### صالح؛عمار تفتی
صالح جزو گروه شیعیان در شهر کوفه است که در طول روایت داستان برای این شخصیت و پدرش ماجراهایی طراحی شده که خط قصه‌شان با قصه هلال گره می‌خورد. از این‌رو در پایان بندی، جزو کارکترهای موثر است.

## موسیقی متن
| شماره | نام                        | خواننده    | مدت  |
| ----- | -------------------------- | ---------- | ---- |
| ۱.    | «عشق کوفی» (تیتراژ پایانی) | مصطفی راغب | ۲:۳۰ |